# Daisy Fuentes

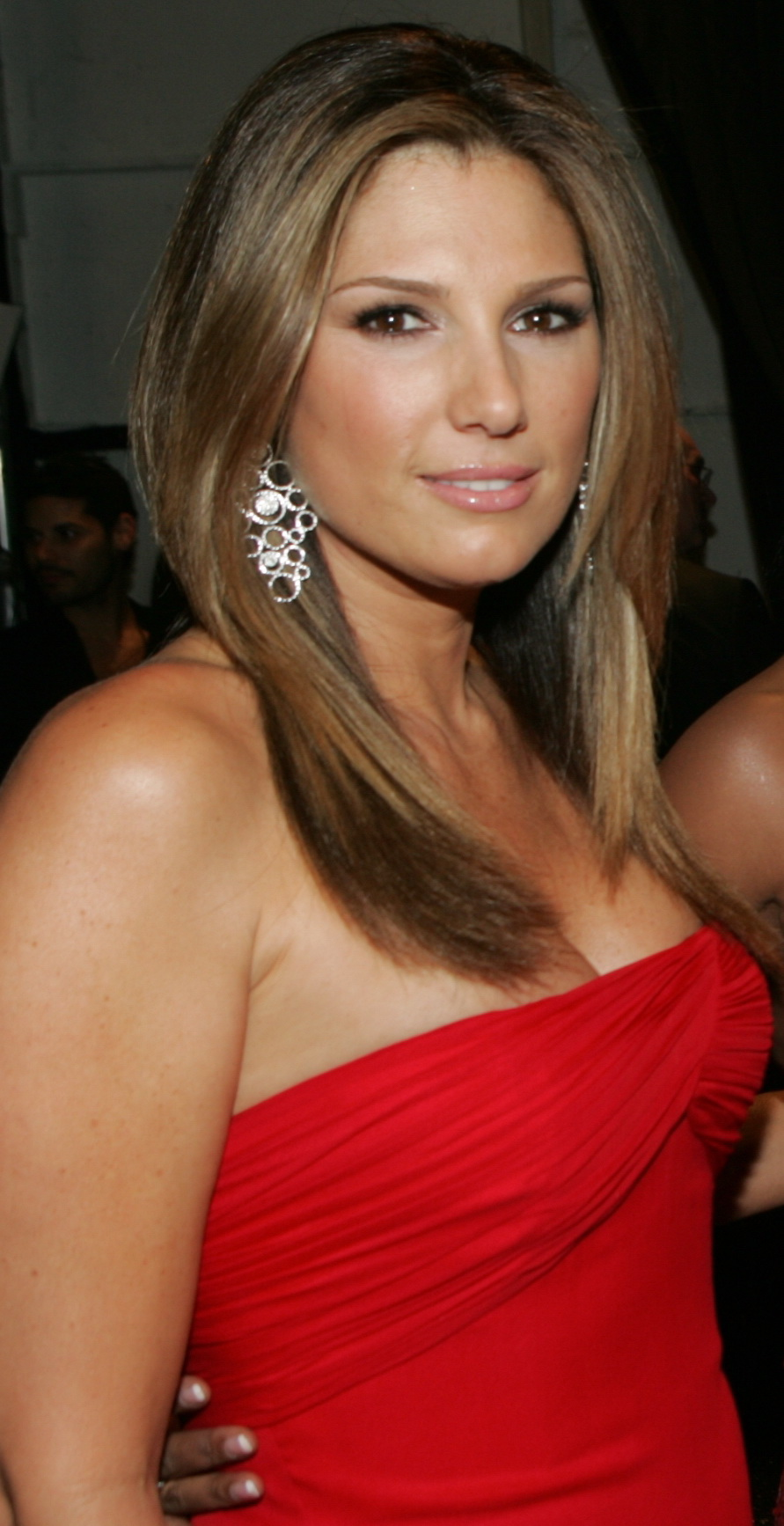
Daisy Fuentes

Daisy Fuentes (* 17. November 1966 in Havanna) ist eine US-amerikanische Moderatorin, Schauspielerin und Model. 
Im Alter von drei Jahren kam Daisy Fuentes mit ihren Eltern von Kuba nach Madrid, bevor sie 1974 nach Harrison, New Jersey zog. Dort absolvierte sie 1984 die Highschool und studierte anschließend Journalismus und Kommunikationswissenschaften am Bergen Community College. Noch während des Studiums präsentierte Fuentes das Wetter bei WXTV Channel 41. Aufgrund ihrer großen Beliebtheit bei den Zuschauern stieg sie schnell zur Nachrichtensprecherin auf. So wurde der Musiksender MTV auf sie aufmerksam und warb Fuentes ab. Zu dieser Zeit machte sie auch in der Seifenoper Loving erste Erfahrungen in der Schauspielerei. Zwischen 1994 und 1995 moderierte Fuentes eine Talkshow namens Daisy auf CNBC. 1997 übernahm sie die Moderation der beliebten Homevideo-Reihe America's Funniest Home Videos von Bob Saget. Des Weiteren moderierte sie zahlreiche Veranstaltungen und Preisverleihungen, wie zum Beispiel The Voice Kids, die Billboard Latin Awards 1999, sowie die Wahl zur Miss Teen USA und Miss USA.
Daisy Fuentes ist Hostess für Revlon, American Express, Panten, M&M's, und Miller Lite.
Seit 23. Dezember 2015 ist Fuentes mit dem Sänger Richard Marx verheiratet.

## Filmografie (Auswahl)
- 1992: Loving (Fernsehserie)
- 1993: Ghostwriter (Fernsehserie, eine Folge)
- 1995: Die Liebe muß verrückt sein (Can't Hurry Love, Fernsehserie, eine Folge)
- 1996: Latino Laugh Festival (Fernsehfilm)
- 1996: Curdled – Der Wahnsinn (Curdled)
- 1997: Happily Ever After: Fairy Tales for Every Child (Fernsehserie, eine Folge)
- 1997: Mad TV (Fernsehserie, eine Folge)
- 1999: Ángeles (Fernsehserie, eine Folge)
- 2000: Das Model und der Cop (Shutterspeed, Fernsehfilm)
- 2000: Baywatch – Die Rettungsschwimmer von Malibu (Baywatch, Fernsehserie, eine Folge)
- 2000: Queen of Swords (Fernsehserie, eine Folge)
- 2000: I Spike (Fernsehserie)
- 2002: The Brothers Garcia (Fernsehserie, eine Folge)
- 2004: Half & Half (Fernsehserie, eine Folge)
- 2006: Lolo's Cafe (Fernsehfilm)